# Араужу, Луиш
Луиш Эвангелиста Эстевеш де Араужу (Luís Evangelista Esteves de Araújo) (25 февраля 1949, Порту — 2 декабря 2023, Кашкайш) — португальский военный деятель, генерал авиации, начальник штаба ВВС, начальник Генерального штаба вооружённых сил (2011—2014). Кавалер высшей награды Португалии - Ордена Христа.

## Биография
Окончил факультет воздухоплавания Португальской военной академии (1966—1971).
С октября 1972 по октябрь 1974 года выполнял служебную миссию в Северном Мозамбике (Муэда), налетав около 1000 часов на военном вертолете Alouette III в составе 503-й эскадрильи базового аэродрома № 5 (NACALA).
С октября 1974 по октябрь 1981 года служил на авиабазе № 6 (Монтихо), где летал на SA-330 Puma и в течение 4 лет командовал 551-й эскадрильей.
Слушатель общего курса ведения воздушной войны в Институте перспективных исследований ВВС (Inter-European Air Forces Academy, IAEFA) в 1981—1982 учебном году и 75-го дополнительного курса генерального штаба Королевских ВВС Великобритании в 1982—1983 годах.
С 1983 по 1987 год на преподавательской работе в Институте высших военных исследований (IAEM). В 1987 году был переведён в оперативный отдел Генерального штаба ВВС Португалии.
В марте 1990 года назначен заместителем министра национальной обороны по ВВС.
В сентябре 1991 года откомандирован в Оперативный отдел Объединенного командования в Атлантике (SACLANT) в Норфолке, США, где занимал должность председателя рабочей группы CADIMS (Координированная противовоздушная оборона во взаимной поддержке).
- сентябрь 1994 — август 1995 — зам. командира авиабазы № 4 (Лажес — Азорские острова).
- август 1995 — март 1996 — заместитель директора Инструкторского управления.
- март 1996 — октябрь 1997 — советник по ВВС Военной палаты Президента Республики.
- октябрь 1997 — октябрь 1999 — командир авиабаз № 6 (Монтихо). Командовал Объединенными силами по защите граждан в Республике Гвинея-Бисау во время военно-политического кризиса, разразившегося там в июне 1998 года.
- октябрь 1999 — август 2000 — слушатель высших курсов IAEFA (Inter-European Air Forces Academy).
- октябрь 2000 года присвоено звание генерал-майора.
- октябрь 2000 — январь 2004 — заместитель начальника штаба ВВС.
- 8 января 2004 года присвоено звание генерал-лейтенанта.
- январь 2004 — май 2005 — директор Института перспективных исследований ВВС.
- 4 мая 2005 — 18 декабря 2006 — начальник департамента Министерства обороны.
- 18 декабря 2006 года присвоено звание генерала.
- 18 декабря 2006 — 4 февраля 2011 — начальник штаба ВВС.

4 февраля 2011 года вступил в должность начальника Генерального штаба Вооружённых сил Португалии и занимал её до 6 февраля 2014 года.
Умер 2 декабря 2023 года в возрасте 74 лет.
Награды:
- Медаль Португальского военного креста 2-й степени
- две серебряные военные медали «За выдающиеся заслуги»
- четыре золотые военные медали Португалии «За выдающиеся заслуги»
- Медаль Португальского военно-морского креста 2-й степени
- Медаль Афонсу Энрикеша 1-й степени — За заслуги перед португальской армией
- Золотая медаль за коллективную военную доблесть
- Кавалер Военного ордена Сан-Бенту-де-Авис Португалии (9 июня 1994)
- Крест с белым значком Креста за авиационные заслуги Испании (17 августа 1998)
- Большой крест с белым знаком Креста за авиационные заслуги Испании (20 октября 2003)
- Большой крест с белым знаком Креста военных заслуг Испании (20 февраля 2006)
- Большой крест Военного ордена Сан-Бенту-де-Авис Португалии (19 декабря 2007)
- Кавалер Ордена за авиационные заслуги Бразилии (23 ноября 2009)
- Большой крест с белым значком ордена за военные заслуги Испании (6 октября 2011)
- Большой крест с мечами ордена Pro Merito Melitensi Суверенного и военного ордена госпитальеров Святого Иоанна Иерусалимского, Родоса и Мальты (31 января 2012)
- Кавалер ордена Почётного легиона Франции (6 февраля 2014)
- Большой крест Военного ордена Господа нашего Иисуса Христа Португалии (8 мая 2014 г.)

Жена — Мария Мануэла ду Рего Беневидес де Араужу, две дочери: Мафальда Фогаса Эстевес де Араужу (3 сентября 1975 г.) и Жоана Фогаса Эстевес де Араужу (9 июня 1978 г.).